# Bernt Evensen
Bernt Sverre Evensen (Oslo, 18 d'abril de 1905 - ídem, 24 d'agost de 1979) fou un esportista noruec que destacà a la dècada del 1920 en patinatge de velocitat sobre gel.

## Biografia
Va néixer el 8 d'abril de 1905 a la ciutat d'Oslo.
Va morir el 14 d'agost de 1979 a la seva residència d'Oslo.

## Carrera esportiva
Als Jocs Olímpics d'Hivern de 1928 realitzats a Sankt Moritz (Suïssa) participà en quatre proves de patinatge de velocitat sobre gel, aconseguint la victòria en la prova de 500 m. (compartit amb Clas Thunberg), el segon lloc en la de 1.500 m. i el tercer lloc en la de 5.000 m.. En la prova de 10.000 metres finalitzà segon després de quatre rondes però finalment la prova fou supsesa per les males condicions meteorològiques del moment i el mal estat de la pista de gel.
Als Jocs Olímpics d'Hivern de 1932 realitzats a Lake Placid (Estats Units) Evensen aconseguí la medalla de plata en la prova de 500 m., esdevenint juntament amb el seu compatriota Ivar Ballangrud els únics patinadors europeus en aconseguir guanyar una medalla en una disciplina dominada pels nord-americans.
Al Campionat del Món de patinatge de velocitat sobre gel aconseguí la victòria els anys 1927 i 1934, esdevenint el primer d'aquells anys també Campió d'Europa de la mateixa disciplina. Així mateix va esdevenir campió del seu país els anys 1927, 1928, 1933 i 1935.
Interessat també pel ciclisme, al llarg de la seva carrera esportiva aconseguí 11 campionats nacionals en ruta. El 1928 li fou atorgat el premi Egebergs Ærespris.

### Rècords personals
| Prova    | Temps   | Data                 | Seu   | Rècord del món |
| -------- | ------- | -------------------- | ----- | -------------- |
| 500 m    | 43.2    | 13 de gener de 1934  | Davos | 42.5           |
| 1.000 m  | 1:31.9  | 12 de febrer de 1937 | Oslo  | 1:28.4         |
| 1.500 m  | 2:20.6  | 5 de febrer de 1928  | Davos | 2:17.4         |
| 3.000 m  | 5:01.0  | 6 de gener de 1934   | Oslo  | 4:59.1         |
| 5.000 m  | 8:36.7  | 14 de gener de 1934  | Davos | 8:19.2         |
| 10.000 m | 17:30.2 | 5 de febrer de 1928  | Davos | 17:22.6        |